# Thesaurica notodontalis
Thesaurica notodontalis là một loài bướm đêm trong họ Crambidae.